# 라울 보바디야
라울 마르셀로 보바디야(Raúl Marcelo Bobadilla, 1987년 6월 18일 ~ , 부에노스아이레스)는 아르헨티나 태생의 파라과이 축구 선수로, 현재 스위스 챌린지리그의 FC 샤프하우젠에서 스트라이커로 활약하고 있다.

## 경력
보바디야는 리버 플레이트에서 축구를 시작했으나, 스위스 2부리그의 콘코르디아 바젤로 이적하였다. 그는 콘코르디아에서 성공 이후, 그라스호퍼 클럽 취리히로 이적하였고, 좋은 모습을 그라스호퍼에서도 보여주며, 팀의 주전 스트라이커가 되었다. 보바디야는 2007-08 시즌 후, 스위스 올해의 리그 선수 4인 후보중에 한명으로 선정되었고, 이는 최종적으로 하칸 야킨이 선정되었다. 그는 2009년 6월 11일, 보루시아 묀헨글라트바흐와 4년 계약을 체결하였다.